# Claudio Matte

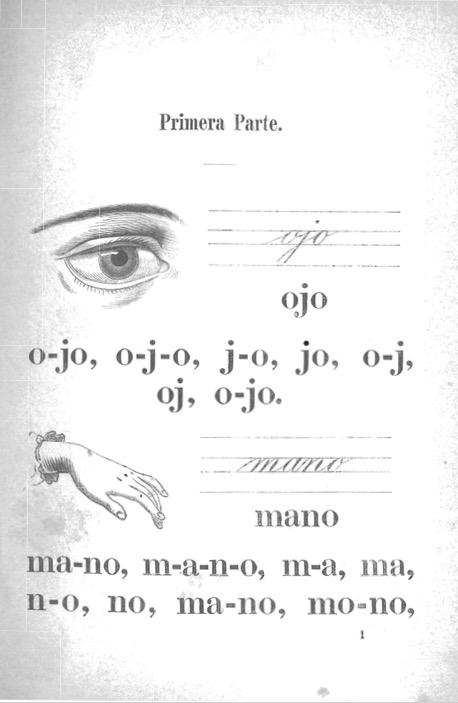
Ilustración de la primera página del "Silabario Matte".

Claudio Matte Pérez (Santiago, 18 de diciembre de 1858-20 de diciembre de 1956) fue educador, rector de la Universidad de Chile y filántropo chileno.
Creador en 1884, del Silabario Matte también llamado Silabario del ojo por ser esta la primera palabra aprendida. Su método es fonético-analítico-sintético, con lo que sustituyó el arcaico "deletreo" apto para otros idiomas donde las letras tienen distintos sonidos y existen letras mudas. Presidió la Sociedad de Instrucción Primaria y fue uno de los propulsores de la Ley de Instrucción Primaria Obligatoria.

## Biografía
Fue hijo de Domingo Matte Mesías y Rosario Pérez Vargas. Estudió en el Instituto Nacional de Santiago y en la Universidad de Chile, graduándose de abogado en 1879.

### Matrimonio e hijos
Estuvo casado con Elvira Hurtado Concha, con quien tuvo siete hijos.

## Vida pública
En el año 1881, viaja a Europa, y durante seis años se dedica al estudio de la enseñanza de las primeras letras, examinando los sistemas y textos que se usaban en la educación primaria en Francia, Alemania, Suecia y Gran Bretaña.
En Leipzig estudió en 1884 pedagogía y metodología, fue aquí donde entregó la primera edición del Nuevo método (Fonético, analítico-sintético) para la enseñanza simultánea de la lectura y escritura, conocido como Silabario Matte.
En 1885 comenzó a ser aplicado en una escuela nocturna para obreros, quienes aprendieron a leer rápidamente. Ante el éxito los profesores se decidieron a probarlo con los niños.
Matte envió ejemplares a Chile como obsequio a la Sociedad de Instrucción Primaria. En 1889 donó sus derechos de autor a dicha institución. Su silabario terminaría siendo prontamente usado en otras escuelas y en 1894 sería declarado texto oficial de enseñanza primaria en Chile, logrando posteriormente éxito en toda Latinoamérica.
En 1892, Claudio Matte asume la presidencia de la Sociedad de Instrucción Primaria, cargo que ostentaría hasta su muerte en 1956. Durante los 58 años que presidió la institución construyó con sus recursos personales 6 escuelas.
Rector de la Universidad de Chile en el período 1926-1927. Integrante del Consejo por designación universitaria y fue elegido rector en abril de 1926, pero decidió renunciar en abril del año siguiente ante la reorganización de la Universidad, decretada en forma discrecional por el ministro de Instrucción Pública Aquiles Vergara.
Fuente:
Falleció en Santiago a la edad de 98 años.
La primera edición de su silabario puede ser bajada gratuitamente desde http://www.memoriachilena.cl/602/w3-article-8872.html

## Otras obras
Luchó incansablemente hasta introducir en las escuelas los Trabajos Manuales, Economía Doméstica, Dibujo Industrial y Educación Física.
Fue precursor en introducir la Fiesta del Árbol en las escuelas y en la introducción de las "Efemérides Escolares" semanales que debían celebrar los alumnos.

## Cargos ocupados
- Presidente de la Comisión de Bellas Artes (1888).
- Académico de la Facultad de Filosofía y Humanidades de la Universidad de Chile (1892).
- Presidente de la Sociedad de Instrucción Primaria de Santiago (1892-1956).
- Director de Instrucción primaria y Ministro de Educación.
- Ministro de Relaciones Exteriores, Culto y Colonización (1895).
- Diputado por Llanquihue, Carelmapu, Osorno (1894-1897).
- Vicepresidente del Consejo de Investigación Primaria (1920).
- Rector de la Universidad de Chile (1926-1927).

## Frases conocidas
- “Nuestro pueblo es de muy buena pasta y superior a otros de nuestro continente. Lo que falta es educación”
- "¡Nada de recargo!. No hay que llenar cabezas, sino desarrollar facultades. La mente no debe ser un almacén de memoria, sino un núcleo de conocimientos sólidos con capacidad para aumentarlos por el trabajo propio. Debe enseñarse a observar, a pensar y a resolver sólo las dificultades".
- "Alfabetizar es enseñar el alfabeto. Eso no sirve para nada. Y aun es peligroso si no va estrechamente unido a una sana comprensión de lo leído y a la elevación cultural de un pueblo." (Noticias del ser chileno, Benjamín Subercaseaux, Alfonso Calderón, Ernesto Guajardo, RIL Editores, 1998. p. 129.
- "Los preceptores olvidan demasiado que la escuela no solo tiene por fin comunicar conocimientos positivos, sino principalmente desarrollar y perfeccionar todas las facultades, cultivar la inteligencia, fomentar el espíritu de observación y reflexión, fortalecer la voluntad y el sentimiento moral. Con los métodos usados en Chile (hablamos en general), no se cultiva sino la memoria; todas las demás facultades se descuidan". Claudio Matte, La enseñanza manual en las escuelas primarias, 1888, p. 7

## Críticas
Recientemente se ha llamado la atención sobre un error de corte racista, que Matte incluyó en su silabario. Introdujo en una lección la siguiente afirmación falsa: "Los Indios Mapuche no saben contar,... para decir uno dicen Sol, y para decir dos, dicen Pata de Pájaro". Organizaciones mapuches contemporáneas afirman que este ejemplo indujo creencias erróneas y despectivas acerca de la cultura de su etnia en generaciones de chilenos que aprendieron a leer usando el texto.